# Solaria cuspidata
Solaria es una especie de planta herbácea, perenne y bulbosa geófita perteneciente a la subfamilia Allioideae de las amarilidáceas. Es originaria de Chile donde se distribuye en Coquimbo.

## Taxonomía
Solaria cuspidata fue descrita por (Harv. ex Baker) Ravenna y publicado en  Plant Life 34: 150, en el año 1978.
Sinonimia
- Ancrumia cuspidata Harv. ex Baker
- Gethyum cuspidatum (Harv. ex Baker) Muñoz-Schick[3]